# FIFA 17
FIFA 17 is een voetbalsimulatiespel ontwikkeld door EA Sports. Het is het 24e deel in de FIFA-reeks. FIFA 17 werd op 29 september 2016 door EA Sports uitgebracht voor pc, PlayStation 3, PlayStation 4, Xbox 360 en Xbox One. Het Nederlandstalige commentaar wordt verzorgd door Evert ten Napel en co-commentator Youri Mulder. FIFA 17 is het eerste spel in de serie dat wordt aangedreven door de Frostbite Engine. Ook is het de eerste keer dat er voetbalmanagers uit de Premier League gesimuleerd worden, in tegenstelling tot de willekeurige managers zonder gelijkenis die daarvoor in de spellenreeks voorkwamen.
Camp Nou, het stadion van FC Barcelona zit niet in het spel, omdat EA Sports de licentie niet kon bemachtigen. Daarnaast had FC Barcelona een exclusieve deal gesloten met concurrent Konami van Pro Evolution Soccer. Daardoor staat Lionel Messi niet op de cover. Hij wordt vervangen door Marco Reus van Borussia Dortmund.

Nadat in Fifa 16 vrouwenvoetbal werd geïntroduceerd, is deze keer Nederland en Noorwegen en hun vrouwenvoetbalelftal toegevoegd. 

## The Journey
Het spel bevat voor het eerst in de serie een verhaalmodus, genaamd The Journey. Hierin neemt de speler de rol van Alex Hunter op zich, een 17-jarige voetballer die naam wil maken in de Premier League. De speler kan aan het begin van het seizoen uit 20 Premier League-clubs kiezen. Zowel behaalde resultaten tijdens wedstrijden als moraal en reacties tijdens interviews bepalen het verloop van het spel. Alex Hunter is een geanimeerde versie van acteur Adetomiwa Edun, die ook zijn stem verleende aan het karakter.

## Gameplay
Behalve 'The Journey' heeft EA extra features toegevoegd aan de modus FIFA Pro Clubs. Zo kan de speler dit seizoen zijn eigen clubkleuren ontwikkelen. In de spelmodus Carrière zijn er vijf punten waarop een coach nu beoordeeld wordt: Binnenlands succes, Europees succes, Naamsbekendheid, Financieel en Jeugdafdeling. De Japanse J1 League zit sinds deze jaargang in de FIFA-serie. Het Suita City Football Stadium, de thuishaven van Gamba Osaka is ook verwerkt in het spel. Verder wordt de officiële tv lay-out van de FA Cup, Premier League en de Bundesliga getoond. De meest realistisch nagebouwde club van het spel is Real Madrid. Bij een doelpunt van Real Madrid in eigen stadion wordt zelfs een goaltune gedraaid.

## Soundtracks
| Artiest                                                                                         | Nummer                      | Land                      |
| ----------------------------------------------------------------------------------------------- | --------------------------- | ------------------------- |
| Balkan Beat Box                                                                                 | I Trusted U                 | Vlag van Israël           |
| Barns Courtney                                                                                  | Hobo Rocket                 | Vlag van Engeland         |
| Bastille                                                                                        | Send Them Off!              | Vlag van Engeland         |
| Bayonne                                                                                         | Appeals                     | Vlag van Verenigde Staten |
| Beaty Heart                                                                                     | Slide To The Slide          | Vlag van Engeland         |
| Beck                                                                                            | Up All Night                | Vlag van Verenigde Staten |
| Bishop Briggs                                                                                   | Be Your Love                | Vlag van Engeland         |
| Bob Moses                                                                                       | Tearing Me Up (RAC remix)   | /                         |
| Capital Cities                                                                                  | Vowels                      | Vlag van Verenigde Staten |
| Catfish and the Bottlemen                                                                       | Postpone                    | Vlag van Wales            |
| Ceci Bastida feat. Aloe Blacc                                                                   | Un Sueño                    | /                         |
| Compass: Mexican Institute of Sound & Toy Selectah feat. Rob Birch, Kool A.D., Emicida & Maluca | Explotar                    | /                         |
| Declan McKenna                                                                                  | Isombard                    | Vlag van Engeland         |
| Digitalism                                                                                      | Shangri-La                  | Vlag van Duitsland        |
| DMA's                                                                                           | Play It Out                 | Vlag van Australië        |
| Empire of the Sun                                                                               | High And Low                | Vlag van Australië        |
| Formation                                                                                       | Pleasure                    | Vlag van Engeland         |
| Glass Animals                                                                                   | Youth                       | Vlag van Engeland         |
| Grouplove                                                                                       | Don’t Stop Making It Happen | Vlag van Verenigde Staten |
| Howl (/NGOD)                                                                                    | Blue                        | Vlag van Noorwegen        |
| HUNTAR                                                                                          | Anyway                      | Vlag van Engeland         |
| Jack Garratt                                                                                    | Surprise Yourself           | Vlag van Engeland         |
| Jagwar Ma                                                                                       | O B 1                       | Vlag van Australië        |
| KAMAU feat. No Wyld                                                                             | Jusfayu                     | /                         |
| Kasabian                                                                                        | Comeback Kid                | Vlag van Engeland         |

| Artiest                   | Nummer                   | Land                      |
| ------------------------- | ------------------------ | ------------------------- |
| Kygo feat. Kodaline       | Raging                   | /                         |
| Lemaitre feat. The Knocks | We Got U                 | /                         |
| Lewis Del Mar             | Painting (Masterpiece)   | Vlag van Verenigde Staten |
| Lola Coca                 | Love Songs               | Vlag van Engeland         |
| LOYAL                     | Moving As One            | Vlag van Engeland         |
| Lucius                    | Almighty Gosh            | Vlag van Verenigde Staten |
| Oliver feat. Scott Mellis | Electrify                | /                         |
| Paper Route               | Chariots                 | Vlag van Verenigde Staten |
| Paul Kalkbrenner          | (Let Me Hear You) Scream | Vlag van Duitsland        |
| Phantogram                | Same Old Blues           | Vlag van Verenigde Staten |
| Porter Robinson & Madeon  | Shelter                  | /                         |
| Rat Boy                   | Get Over It              | Vlag van Engeland         |
| Rocco Hunt                | Sto Bene Così            | Vlag van Italië           |
| SAFIA                     | Bye Bye                  | Vlag van Australië        |
| Saint Motel               | Move                     | Vlag van Verenigde Staten |
| Skott                     | Porcelain                | Vlag van Schotland        |
| Society                   | Protocol                 | Vlag van Engeland         |
| SOFI TUKKER               | Johny                    | Vlag van Verenigde Staten |
| SOULS                     | Satisfied                | Vlag van Engeland         |
| Spring King               | Who Are You?             | Vlag van Engeland         |
| ST feat. Marta Kot        | Вера и Надежда (WIN)     | Vlag van Rusland          |
| Systema Solar             | Rumbera                  | Vlag van Colombia         |
| Tourist                   | Run                      | Vlag van Engeland         |
| Two Door Cinema Club      | Are We Ready? (Wreck)    | Vlag van Noord-Ierland    |
| Zedd feat. Grey           | Adrenaline               | /                         |
| Zhu                       | Money                    | Vlag van Verenigde Staten |

## Trivia
- Het nummer Amígo van de Nederlandse band Chef'Special werd gebruikt in promotiefilmpjes voor FIFA Ultimate Team.